# 박호근 (1898년)
박호근(朴浩根, 일본식 이름: 永井孝治나가이 고지, 1898년 2월 10일 ~ ?)은 일제강점기의 관료로, 본적은 경상북도 대구부 봉산정이며, 경상북도 경산군 경산면 출신이다.

## 생애
1917년 경성고등보통학교를 졸업했으며 같은 해 5월 동양척식주식회사 사리원출장소에서 근무하였다. 1917년 10월 판임관견습시험에 합격하면서 조선총독부 관리가 되었고, 1918년 10월부터 1919년까지 경상북도 제1부 심사과에서 판임관 견습으로 근무하였다.
1919년 6월부터 1920년까지 경상북도 경산군 서기로 근무했으며 1921년부터 1935년 8월까지 경상북도 경산군 속(屬, 1921년), 경상북도 내무부 지방과 속(1922년 ~ 1923년, 1925년), 경상북도 지사관방 비서과 속 겸 내무부 지방과 속(1924년), 경상북도 내무부 지방과 속(1926년 ~ 1934년 9월), 경상북도 성주군 속(서무주임, 1934년 9월 ~ 1935년 8월)을 차례로 역임했다.
1935년 8월 27일 조선총독부 군수로 승진하여 고향인 경상북도 경산군수로 임명받았다. 1935년 조선총독부가 편찬한 《조선공로자명감》에 조선인 공로자 353명 중 한 명으로 수록되어 있으며, 경산군수로 임명되던 당시에는 고등관 8등에 서위되어 있었다. 그 뒤 경상북도 영덕군수(1938년 3월 25일 임명)와 영천군수(1939년 4월 26일 ~ 1940년 11월 28일)를 차례로 역임했고 영천군수로 재직 중이던 1940년 2월 15일 당시에는 고등관 6등과 정7위에 서위되어 있었다. 경상북도 영덕군수와 영천군수 재직 시절 군용물자 공출에 관한 업무, 국방사상 보급에 관한 업무, 국채 소화 및 저축 장려에 관한 업무, 군인 및 유가족 위문에 대한 업무를 수행했으며, 1940년 4월 29일 중일 전쟁에 협력한 공로를 인정받아 일본 정부로부터 훈6등 서보장을 받았다.
1940년 11월 4일에도 일본 정부로부터 훈6등 서보장을 받았고 1940년 11월 29일부터 1943년까지 만주국 개척총국 초간처(招墾處) 천임2등 이사관 제2과장을 역임했다. 만주국 관료로 재직 중이던 1942년 8월 2일 《만선일보》에 〈어머니차지 - 국가 관념이 없고선 병정은 못 길러낸다. 징병제의 실시를 앞두고 장정(壯丁)을 가진 어머니에게〉를 기고했다.
2008년 공개된 민족문제연구소의 친일인명사전 수록예정자 명단 중 관료 부문, 2009년 친일반민족행위진상규명위원회가 발표한 친일반민족행위 705인 명단에 포함되었다.

## 참고자료
- 박호근(朴浩根) - 국사편찬위원회
- 친일반민족행위진상규명위원회 (2009). 〈박호근〉. 《친일반민족행위진상규명 보고서 Ⅳ-7》. 서울. 368~378쪽.